# Зилаирское плато
Зилаи́рское плато́ — плато на территории Башкортостана.
Располагается между широтным течением реки Белой на севере, Губерлинскими горами на юге и долиной реки Большой Ик на западе, Сакмарой на востоке, в пределах Кугарчинского, Зилаирского и Зианчуринского районов Башкирии.
Плато возникло в результате медленного поднятия мезозойского пенеплена в период палеогена. Абсолютная высота плато составляет 300—600 м. Рельеф восточной части плато выровнен, на западе имеет грядовой характер. Плато сложено главным образом осадочно-вулканогенными породами. Протяжённость овражно-балочной сети составляет 1-2 км на 1 кв км.